# Мельцер, Самуэль Джеймс
Самуэ́ль Джеймс Мельцер (англ. Samuel James Meltzer; 22 марта 1851, Ковенская губерния, Россия — 7 ноября, 1920, Нью-Йорк, США) — американский физиолог, уроженец России еврейского происхождения. Известен тем, что первым, совместно с Гуго Кронекером, выполнил исследования моторики пищевода человека с помощью разработанного ими нового метода — эзофагоманометрии.

## Семья, начало карьеры
Шмуэл (Самуил Семёнович) Мельцер родился в маленьком местечке недалеко от Ковно (ныне Каунас) в семье меламеда (учителя начальной еврейской школы, хедера) Шимона Мельцера. В 19 лет женился на Ольге Левит, дочери местного купца. Будучи под впечатлением от философской литературы, он с семьёй переезжает в Кёнигсберг (Пруссия), город Канта, где поступает в гимназию, окончив которую в 1875 году, решает, что должен посвятить жизнь философии. Его жена с двумя маленькими детьми возвращается в родительский дом, а он уезжает учиться в Берлин.
Начав в 1875 году обучаться в Берлинском университете им. Гумбольта философии, через год, поняв, что философия бесперспективна в материальном отношении, переключился на физиологию и медицину и в 1882 году получил степень доктора медицины. Недолгое время работая в Европе, он успел оставить заметный след в науке. Его научное содружество со старшим коллегой Гуго Кронекером было очень плодотворным. Их исследования физиологии пищевода позже стали называть «теорией глотания Кронекера-Мельцера» (англ. «Kronecker-Meltzer theory of deglutition»). Им также принадлежит первенство в создании метода исследования моторной деятельности пищевода с помощью манометрии — эзофагоманометрии.

## В США
В 1883 году эмигрировал в США. Работал в госпитале Гарлема (англ. Harlem Hospital Center) Нью-Йорка. В 1906 году стал главой департамента физиологии и фармакологии в Рокфеллеровском институте медицинских исследований.
В 1903 году Мельцер основал «Общество экспериментальной биологии и медицины» (SEBM), которое сегодня насчитывает около 1300 членов по всему миру. Мельцер был президентом «Американского физиологического общества» (1911-1913) и первым президентом «Американской ассоциации торакальной хирургии» (American Association for Thoracic Surgery).
Во время Первой мировой войны был майором Медицинского резервного корпуса.
Мельцер помогал своей дочери, Кларе Ауэр и её мужу, впоследствии известному американскому физиологу и фармакологу Джону Ауэру (англ. John Auer, 1875—1948) в их исследованиях физиологии глотания, формирования солей жёлчи, перистальтике кишечника и метаболизма сахара. В 1909 году он совместно с Джоном Ауэром разработал внутритрахеальную вентиляцию с положительным давлением (intra-tracheal positive pressure ventilation) — методику предотвращения пневмоторакса при открытых оперативных вмешательствах на грудной полости.